# Philippe Godet
Philippe Ernest Godet (* 23. April 1850 in Neuenburg; † 27. September 1922 ebenda) war ein Schweizer Schriftsteller.

## Leben
Philippe Godet war der Sohn des Theologen Frédéric Godet, dessen Biografie er 1913 herausgab; sein Bruder war der Geistliche und Hochschullehrer Georges Edouard Godet. 
Er heiratete am 9. Juli 1875 in Neuenburg, Louise-Marie-Eugénie (* 1853; † 1932), Tochter von Charles-Louis Leuba, gemeinsam hatten sie sechs Kinder:
- Pierre-Philippe Godet (* 9. Mai 1876 in Neuenburg; † 14. März 1951 ebenda), Maler, Kunsthistoriker und Professor an der Universität Neuenburg[2]
- Marcel Godet (* 8. Mai 1877 in Neuenburg; † 13. Juli 1949 ebenda), Präsident der Internationalen Bibliothekarenvereinigung und Mitherausgeber des Historisch-Biographischen Lexikons der Schweiz[3]
- Anne Godet (* 1879), verheiratet mit dem Doktor der Philosophie Louis Napoleon George Filon (1875–1937)[4]
- Maryanne Godet (* 1878)
- Claire-Gabrielle Godet (* 1881), Übersetzerin von Büchern, verheiratet mit dem Genfer Arzt Raymond Penel
- Lydie Godet (* 1884), verheiratet mit Alfred Lombard (1878–1972)[5], Professor an der Sorbonne in Paris sowie an der Universität Neuenburg
- Manon Isabelle Godet (* 1888), verheiratet mit Maurice Bodinier

Er studierte Rechtswissenschaft in Neuenburg, Basel, Berlin und Paris. Von 1873 bis 1881 war er als Anwalt tätig, daneben schrieb er für diverse Zeitungen. Von 1881 bis 1907 unterrichtete er Französische Literatur an der höheren Töchterschule, ab 1892 (bis 1922) auch am Gymnasium und ab 1900 an der Académie (der späteren Universität Neuenburg).
Selbst Verfasser von Gedichten und Theaterstücken, wurde er als führender Literaturhistoriker und -kritiker der Romandie bekannt. Postum wurde ihm 1923 der Grosse Schillerpreis der Schweizerischen Schillerstiftung zuerkannt, damit wurde das Lebenswerk von Schweizer Schriftstellern aus allen vier Landessprachen geehrt.
Sein Sohn Marcel Godet war von 1909 bis 1945 Direktor der Schweizerischen Landesbibliothek.

## Werke
- Les réalités. Poésies. Berthoud, Neuenburg 1887.
- Etudes et causeries. Fischbacher, Paris 1889.
- Histoire littéraire de la Suisse française. Delachaux & Niestle / Fischbacher, Neuenburg / Paris 1890
- Art et patrie. Auguste Bachelin d’après son œuvre et sa correspondance. Attinger, Neuenburg 1893
- Le cœur et les yeux. Poésies. Berthoud, Neuenburg 1895
- Janie. Idylle musicale en trois actes. Musique de Émile Jaques-Dalcroze. Attinger, Neuenburg o. J. (um 1895)
  - Deutsche Ausgabe: Janie. Musikalisches Idyll in 3 Acten. Fritzsch, Leipzig o. J. (um 1896)
- Neuchâtel suisse. Cinquantenaire de la république Neuchâteloise. Pièce historique en un prologue et douze tableaux. Avec intermèdes musicaux par Joseph Lauber. Delachaux & Niestle, Neuenburg 1898.
- Paul Robert. In: Schweizer Illustrierte, Bd. 2, 1898, doi:10.5169/seals-572466#184, S. 178–185.
- Le peintre Albert de Meuron d’après sa correspondance avec sa famille et ses amis. Attinger, Neuenburg 1901.
- Madame de Charrière et ses amis, d’après de nombreux documents inédits (1740-1805) avec portraits, vues, autographes, etc. 2 Bände. Jullien, Genf 1906.
  - Gekürzte Neuausgabe in einem Band bei Gabrielle Godet. Attinger, Paris 1927.
- Frédéric Godet (1812–1900). D’après sa correspondance et d’autres documents inédits. Orné d’un portrait hors texte et de 32 gravures. Attinger, Neuenburg 1913.
- Historiettes de chez nous. Suivies de Chez Victor Hugo. Delachaux & Niestle, Neuenburg 1923.
- Souvenirs de jeunesse. Neuchâtel, Stuttgart, Bâle, Berlin, Paris, 1850–1874. Delachaux & Niestle, Neuenburg 1928.